# Ahnengemeinschaft
Ahnengemeinschaft bezeichnet in der Genealogie (Familiengeschichtsforschung) die Übereinstimmung zwischen Personen in Bezug auf gemeinsame Vorfahren (Ahnen). Eine vollständige, deckungsgleiche Ahnengemeinschaft haben vollbürtige Geschwister aufgrund ihrer identischen Vorfahren.
Eingrenzend wird in der Genealogie von einer Ahnengemeinschaft zwischen zwei Personen gesprochen, wenn ihr letzter gemeinsamer Vorfahre mindestens 5 Generationen zurückliegt. Oft stellt sich eine solche entfernte Blutsverwandtschaft erst bei einem detaillierten Vergleich ihrer beider Ahnenlisten heraus. Sie können beispielsweise von derselben Ururur…großmutter abstammen, in der Folge entwickelten sich ihre beiden Seitenlinien aber getrennt voneinander. Besonders bei den früher üblichen Stammlinien („Männerstamm“) wurde den Informationen über Vorfahren der mütterlichen Seiten zumeist weniger Beachtung geschenkt. Werden Probanden aus unterschiedlichen Generationen miteinander verglichen, hat jede Bezugsperson unterschiedlich viele Generationen Abstand zum letzten gemeinsamen Vorfahren.
Bis zur Verwandtschaft in der 4. Vorfahren-Generation werden konkrete Verwandtschaftsbezeichnungen benutzt, beispielsweise Cousin oder Cousine 3. Grades bei gemeinsamer Abstammung von Ururgroßeltern. Liegt der letzte gemeinsame Vorfahre weiter zurück, wird das unspezifisch als Ahnengemeinschaft bezeichnet.
In anderen Zusammenhängen bezeichnet Ahnengemeinschaft die „Gemeinschaft der Ahnen“, die alle verstorbenen oder mythischen Vorfahren einer sozialen Gruppe umfasst, beispielsweise eines Clan-Verbandes, oder die erlebte „Gemeinschaft mit den Ahnen“ bei Ahnenkulten.

## Ahnengemeinschaft der Menschheit
Vom Bild eines großen Stammbaums ausgehend, lassen sich zwei Äste solange zurückverfolgen, bis sie auf den Punkt ihrer Verästelung treffen, an dem sie voneinander abgezweigt sind. Hier findet sich der letzte gemeinsame Vorfahre der beiden Äste (Linien). Von unten betrachtet, gehört der ganze Stamm und der Hauptast zur Ahnengemeinschaft, während sich nach der Abzweigung die (Seiten)Linien der Verwandtschaft getrennt voneinander entwickelten. Folglich teilen sämtliche Äste des Baumes in der Vergangenheit eine Ahnengemeinschaft, die je nach einzelnem Ast weiter zurückliegt. So gesehen, sind unzählige heutige Menschen sogar miteinander blutsverwandt, ohne sich dieser Tatsache bewusst zu sein.
Ein Beispiel: Ausgehend von letzten gemeinsamen Vorfahren in der 11. Vorgeneration der Urururururururururgroßeltern, hat jedes Kind dieser Eltern bis heute statistisch gerechnet 1024 Nachkommen (2 hoch 10), sofern die Linie nicht „erloschen“ ist und in ihr kein Ahnenschwund auftrat (siehe auch Mathematische Betrachtung der Vorfahren-Generationen). Die gegenwärtig lebenden Nachkommen dieser Seitenlinien sind zueinander Cousins und Cousinen 10. Grades. Zahllose solcher Seitenlinien verzweigten sich bereits in vorausgegangenen Generationen, wie auch in späteren, mit einer jeweils entsprechenden Anzahl von Nachkommen. Jede Person innerhalb einer dieser Linien ist (entfernt) verwandt mit allen anderen Personen aus allen anderen Seitenlinien und hat mit ihnen eine Ahnengemeinschaft, die bis in die Urzeit zurückreicht.
Die archäologische Vererbungslehre (Archäogenetik) hat in Modellen errechnet, dass alle heute lebenden Menschen miteinander blutsverwandt sind, weil alle von nur einer Urahnin sowie einem Urahn abstammen, die oder der vor etwa 100.000 bis 200.000 Jahren in Afrika lebte (allerdings lebten beide nicht zur selben Zeit, siehe dazu Eva der Mitochondrien und Adam des Y-Chromosoms). Die gesamte Weltbevölkerung ist demnach durch ihre gemeinsame Ahnengemeinschaft genetisch eng miteinander verbunden. Nach der biologischen Abstammungstheorie sind alle Menschen sogar mit sämtlichen Lebewesen auf der Erde blutsverwandt.

## Familienforschung
Genealogen versuchen, auch sehr weit zurückliegende Verwandtschaften zwischen Personen aufzudecken, indem sie ihre gesammelten Daten austauschen und abgleichen. Um rückwärtige Abzweigungspunkte von unterschiedlichen Linien festzustellen, werden möglichst vollständige Angaben zu allen Vorfahren der väterlichen und der mütterlichen Seite benötigt. Diese können beispielsweise durch Suchanfragen bei der Ahnenstammkartei des deutschen Volkes und der Ahnenlistensammlung ergänzt werden, ohne die zugrunde liegenden Quellen einsehen zu müssen (siehe dazu Forschungsmethoden der Genealogie).
Durch einen Vergleich der eigenen Ahnenliste mit der von berühmten Persönlichkeiten finden sich oft überraschende gemeinsame Vorfahren, manchmal sogar eine eigene direkte Abstammung von der bekannten Person. Im deutschen Kulturraum beliebt sind Querverwandtschaften mit dem Dichter und Denker Johann Wolfgang von Goethe (1749–1832), oder sogar 1000 Jahre früher mit dem fränkischen König Karl dem Großen.